# Reserva Natural de Darwin

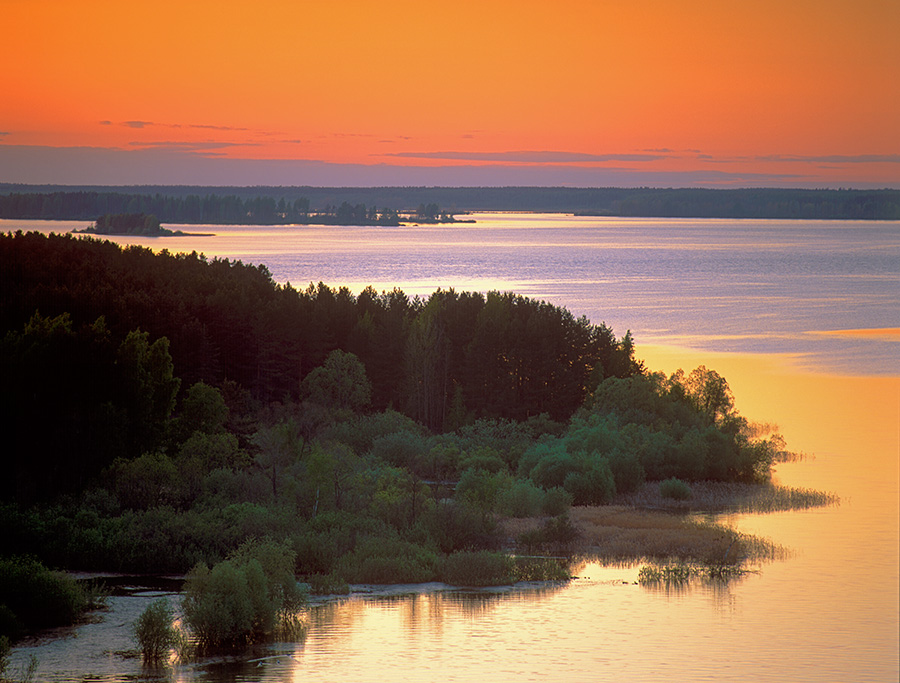

Reserva Natural de Darwin (ou Darvinsky; em russo:  Дарвинский заповедник) é uma área protegida na Rússia, nos oblastes de Iaroslavl e de Vologda. A sua área é mais de 112 mil hectares: a parte da beira de noroeste da Albufeira de Rybinsk é de 67 mil hectares mas a parte restante é da albufeira mesma.
A reserva natural foi fundada 18 de julho de 1945 para investigações de mudanças na natureza depois da criação da Albufeira de Rybinsk (em 1941; o maior lago artificial no mundo no começo), foi nomeada em homenagem de Charles Darwin.